# رباط فوق خاری
رباط فوق خاری (به انگلیسی: Supraspinous ligament) رباط بلندی است که به زوائد خاری از هفتمین مهره گردن تا استخوان خاجی (ساکروم) اتصال دارد. این رباط همانند رباط‌های طولی جلویی و پشتی، جزو رباط‌های بلند ستون فقرات است. رباط فوق خاری در ناحیه کمری جایی که ضخامتش بر روی مهره قابل لمس است، پهن‌ترین قسمت را دارد. 